# جداً که اهمیت می‌دهد
جداً که اهمیت می‌دهد (به انگلیسی: Who Really Cares) دومین آلبوم استودیویی از گروهٔ موسیقی ایندی پاپ آمریکایی تی‌وی گرل می‌باشد که در ۲۶ فوریهٔ سال ۲۰۱۶ توسط خود گروه منتشر گردید. جداً که اهمیت می‌دهد به‌عنوان «آلبومی دربارهٔ سکس / یا عدم وجودش / و عواقب سکس / یا فقدان آن» توصیف شده‌است.

## انتقادات
مجله بندواگن، جداً که اهمیت می‌دهد را به‌عنوان «آلبومی که راحت می‌توان با آن همذات‌پنداری کرد» توصیف نموده‌است.

## فهرست ترانه‌ها
همهٔ ترانه‌ها توسط برد پیترینگ نوشته شده‌است.
| فهرست ترانه‌های جداً که اهمیت می‌دهد | فهرست ترانه‌های جداً که اهمیت می‌دهد        | فهرست ترانه‌های جداً که اهمیت می‌دهد |
| شماره                             | نام                                      | مدت                               |
| --------------------------------- | ---------------------------------------- | --------------------------------- |
| ۱.                                | «گرفتن چیزی که مال تو نیست»              | ۳:۲۵                              |
| ۲.                                | «آهنگی دربارهٔ من» (با مدیسون اسید)       | ۴:۰۳                              |
| ۳.                                | «سیگار بیرون پنجره»                      | ۳:۱۸                              |
| ۴.                                | «تا وقتی بهم بگی برم»                    | ۳:۲۹                              |
| ۵.                                | «اجازه نداریم»                           | ۲:۴۷                              |
| ۶.                                | «(جوری) رفتار کن انگار هیچوقت منو ندیدی» | ۴:۱۴                              |
| ۷.                                | «کلمهٔ ایمنی»                             | ۳:۳۶                              |
| ۸.                                | «برای تو»                                | ۳:۳۵                              |
| ۹.                                | «ماشین عاشق‌پیشه»                         | ۳:۴۷                              |
| ۱۰.                               | «بهشت یه اتاق خوابه»                     | ۴:۳۹                              |
| مجموع مدت:                        | مجموع مدت:                               | ۳۶:۵۵                             |

| ترانه‌های اضافی سی‌دی نسخهٔ ژاپنی | ترانه‌های اضافی سی‌دی نسخهٔ ژاپنی                   | ترانه‌های اضافی سی‌دی نسخهٔ ژاپنی |
| شماره                          | نام                                              | مدت                            |
| ------------------------------ | ------------------------------------------------ | ------------------------------ |
| ۱۱.                            | «ناتالی وود»                                     | ۳:۵۹                           |
| ۱۲.                            | «همونطور که برنامه ریخته بودیم» (با مدیسون اسید) | ۳:۴۸                           |
| مجموع مدت:                     | مجموع مدت:                                       | ۴۴:۴۲                          |

## جدول‌ها
| جدول (۲۰۲۳–۲۰۲۴)            | جایگاه |    |
| --------------------------- | ------ | -- |
| آلبوم‌های لیتوانیایی (آگاتا) | ۶      |    |
| آلبوم‌های لهستانی (ZPAV)     | 67     | ۶۷ |